# Nicolas Delépine
Nicolas Michel Gregory Delépine (* 4. Mai 1979 in Angers) ist ein französischer Fußballtrainer.

## Karriere
Nachdem Delépine von 2010 bis 2013 die weibliche U19 von HSC Montpellier trainierte, wechselte er zu EA Guingamp und kümmerte sich um die dortige U19. Zur Saison 2019/20 wurde er wiederum Co-Trainer bei der Frauenmannschaft des FC Nantes und blieb hier bis zum Ende der Saison. Erstmals wieder alleiniger Cheftrainer einer ersten Mannschaft war er im Anschluss bei den Frauen von Grenoble Foot 38. Nebst seinem Job in Grenoble nahm er Ende Januar 2022 noch das Amt des Cheftrainers der haitianischen Nationalmannschaft an. Mit dieser erreichte er über die interkontinentalen Playoffs die Qualifikation für die Weltmeisterschaft 2023.